# Hagenbach
Hagenbach là một thị xã thuộc huyện Germersheim, trong bang Rheinland-Pfalz, phía tây nước Đức. Đô thị Hagenbach có diện tích km², dân số thời điểm ngày 31 tháng 12 năm 2006 là 5393 người. Đô thị Hagenbach nằm gần biên giới với Pháp, bên tả ngạn sông Rhine, cự ly khoảng 10 km về phía tây của Karlsruhe.
Hagenbach là thủ phủ của Verbandsgemeinde ("đô thị tập thể") Hagenbach.